# Ville de Bordeaux
El Ville de Bordeaux es un carguero especialmente diseñado para transportar piezas del airbus A380.

## Historial y diseño
Fue desarrollado por Deltamarin y construido en los astilleros de Nankín, China, en 2004.
El barco incluye un garaje principal de 120 m de longitud, 21 m de anchura y 11,5 m de altura, siendo utilizado como campo de fútbol por la tripulación. La zona de carga está climatizada y deshumidificada. La carga se realiza por dos puertas en la parte trasera.
En un solo viaje puede transportar la secciones anterior y posterior del Airbus, traídas desde Hamburgo, las dos alas construidas en Broughton, Gales, el carenaje central construido en Cádiz y el cuerpo central fabricado en Nantes. Si no transporta piezas del A380 puede embarcar 150 camiones o 500 coches en sus tres niveles.
Cuando transporta piezas del Airbus, su poco peso (600 t) hace que sea necesario llenar la bodega con peso muerto. Para asegurar la seguridad y estabilidad de la carga el barco está equipado con sistemas antideslizamiento, y un acelerómetro avisa de cuando hay que cambiar la velocidad o el curso.